# Botryophora geniculata
Botryophora geniculata är en törelväxtart som först beskrevs av Friedrich Anton Wilhelm Miquel, och fick sitt nu gällande namn av Beumée och Airy Shaw. Botryophora geniculata ingår i släktet Botryophora och familjen törelväxter. Inga underarter finns listade i Catalogue of Life.